# Tottenham Court Road (stacja metra)
Tottenham Court Road Station – stacja metra londyńskiego położona w dzielnicy City of Westminster, przy Tottenham Court Road.
Została otwarta w roku 1900, a obecnie stanowi punkt przesiadkowy między Central Line a Northern Line. Posiada cztery perony. Co roku korzysta z niej ok. 37,3 mln pasażerów. Znajduje się w pierwszej strefie biletowej.